# Musée d'Art Layton
Le musée d'Art Layton, ancien musée de Milwaukee (Wisconsin), est fondée en 1888 à l'initiative de l'homme d'affaires britannico-américain Frederick Layton. Elle constitue la première institution publique d'art de la ville. Son bâtiment d'un étage, conçu par l'architecte écossais George Ashdown Audsley dans le style Greek Revival, se situe à l'angle des rues Mason et Jefferson, au centre-ville de Milwaukee. Les collections de la galerie sont principalement issues de la collection personnelle de peintures et sculptures européennes et américaines de Layton, assemblée dans les cinq années précédant l'ouverture, et d'acquisitions ultérieures financées par une dotation. 

## Histoire
Selon un récit de Frederick Layton, lors d'un dîner au Milwaukee Club en 1883 avec le magnat du chemin de fer Alexander Mitchell pour célébrer leur futur voyage en Europe, Layton avait souligné la nécessité d'une galerie d'art pour Milwaukee. L'information se diffuse rapidement, et dès le lendemain, un journaliste interroge Layton sur ses plans de construction. Peu après, le Milwaukee Journal Sentinel rapporte que Layton était « parti à l'étranger avec l'intention d'étudier l'architecture et la gestion des instituts d'art, tout en espérant recueillir des informations utiles à l'édification d'un bâtiment modèle ». La reprise de cette information par des journaux nationaux comme le New York Times persuade Layton de concrétiser son idée.